# Paranemastoma corcyraeum
Espèce
Synonymes
- Nemastoma quadripunctatum corcyraeum Roewer, 1919

Paranemastoma corcyraeum est une espèce d'opilions dyspnois de la famille des Nemastomatidae.

## Distribution
Cette espèce se rencontre en Grèce, au Monténégro et en Croatie.

## Description
Le syntype mesure 4,5 mm.

## Systématique et taxinomie
Cette espèce a été décrite sous le protonyme Nemastoma quadripunctatum corcyraeum par Roewer en 1919. Elle est élevée au rang d'espèce par Roewer en 1923. Elle est placée dans le genre Paranemastoma par Novak en 2004.

## Étymologie
Son nom d'espèce lui a été donné en référence au lieu de sa découverte, Corfou.

## Publication originale
- Roewer, 1919 : « Über Nemastomatiden und ihre Verbreitung. » Archiv für Naturgeschichte, p. 83, no 2, p. 140–160.